# Nettie Stevens
Nettie Maria Stevens (Cavendish, 7 luglio 1861 – Baltimora, 4 maggio 1912) è stata una genetista e microbiologa statunitense. Lei e Edmund Beecher Wilson, con ricerche indipendenti, furono i primi a descrivere la base cromosomica del sesso. Tuttavia Wilson si concentrò essenzialmente sugli spermatozoi mentre Stvens lavorò anche sugli ovuli. Quando Wilson scoprì più in dettaglio i lavori della Stevens, riscrisse il suo articolo Studies in spermatogenesis inserendo in una nota a piè di pagina che fu Stevens a portare la prova che il sesso è effettivamente un tratto mendeliano con base genetica.

## Biografia
Terza figlia di Ephraim Stevens, falegname e artigiano tuttofare, e Julia Adams Stevens. La prima generazione di Stevens proveniva da Chelmsford (Essex, Inghilterra) e si stabilì a Boston, mentre il figlio più grande nel 1663 si trasferì a Chelmsford (Massachusetts). La famiglia restò nella zona per cinque generazioni. Ephraim nacque il 24 marzo 1833 e sposò Julia Adams di Cavendish, originaria del Vermont, dove insieme si trasferirono. I fratelli di Nettie morirono giovani, prima che nascesse. Aveva anche una sorella, Emma Julia, nata nel 1863.  Dopo la morte della madre di Julia, avvenuta nel 1865, il padre si risposò con Ellen C. Thompson. La famiglia si trasferì così da Cavendish a Westford, nel Vermont . Sia Nettie che la sorella di Emma erano brave studentesse. Nettie completò in metà tempo un corso di quattro anni presso la Westfield Normal School, ora Westfield State University nel Massachusetts. Fu la migliore laureata della sua classe. Completati nel 1880 gli studi alla Westford Academy, insegnò per qualche tempo fisiologia e zoologia a Lebanon nel New Hampshire, e successivamente alla Howe School, un College privato di Billerica nel Massachusetts . Lavorò anche nella biblioteca di Westford.
Tra il 1895 ed il 1896  decise di spostarsi sulla costa occidentale degli Stati Uniti iscrivendosi all'Università di Stanford. A quel tempo gli studenti erano circa mille, mentre i docenti un centinaio.
Il padre e la sorella Emma la raggiunsero quando conseguì nel 1899 il BA. Rimasero positivamente impressionati dal luogo e decisero di trasferirsi a Mountain View, una decina di chilometri a sud dell'università di Stanford, dove acquistarono una fattoria circondata da coltivazioni di prugne e albicocche. Nettie si trasferì presso di loro, dopo aver abitato in precedenza presso l'università nella Mariposa House situata in Salvatierra Street e a Palo Alto al 352 di Everett Street.
I docenti erano giovani, in genere sulla trentina. Quelli con cui Nettie lavorava più frequentemente erano Oliver Peebles Jenkins sulla quarantina e Frank Mace McFarland, più giovane di lei di otto anni, con cui studiò citologia e istologia. Nel 1900 conseguì il Master. La sua tesi "Studies on Ciliate Infusoria" sarà il suo primo studio pubblicato. Passò le estati, dal 1897 al 1900, studiando alla stazione marina della Stanford, la Hopkins Marine Station, situata a Pacific Grove. Ha frequentato anche i laboratori di biologia marina di Helgoland, Harpswell nel Maine, Cold Spring Harbor Laboratory a Long Island, New York.
Stevens proseguì i suoi studi al Bryn Mawr College, situato vicino a Filadelfia, forse influenzata dalla fama di centro di eccellenza per le ricerche citologiche.
Il Bryn Mawr College venne fondato da quaccheri nel 1885, una delle poche istituzioni che concedeva anche alle donne tutti i livelli di studio fino al dottorato. Studiò con Joseph Weatherland Warren la fisiologia delle contrazioni nelle rane. Poi con Thomas Hunt Morgan si occupò della rigenerazione in vari organismi. Pubblicò due studi su questo argomento. Per il primo usò materiale che Morgan aveva raccolto alla Stazione zoologica Anton Dohrn di Napoli. Per il secondo, si recò alla Woods Hole Oceanographic Institution, dove studiò la rigenerazione della Tubularia.
Nel College aveva lavorato dal 1886 al 1891, Edmund Beecher Wilson. Il suo successore fu T.H. Morgan. Su suggerimento di Morgan dall'8 ottobre 1901 al 1º aprile 1902 si recò alla Stazione zoologica Anton Dohrn di Napoli.
Nel 1902 frequentò il Zoological Institute dell'Università di Würzburg, dove lavorava Theodor Boveri.

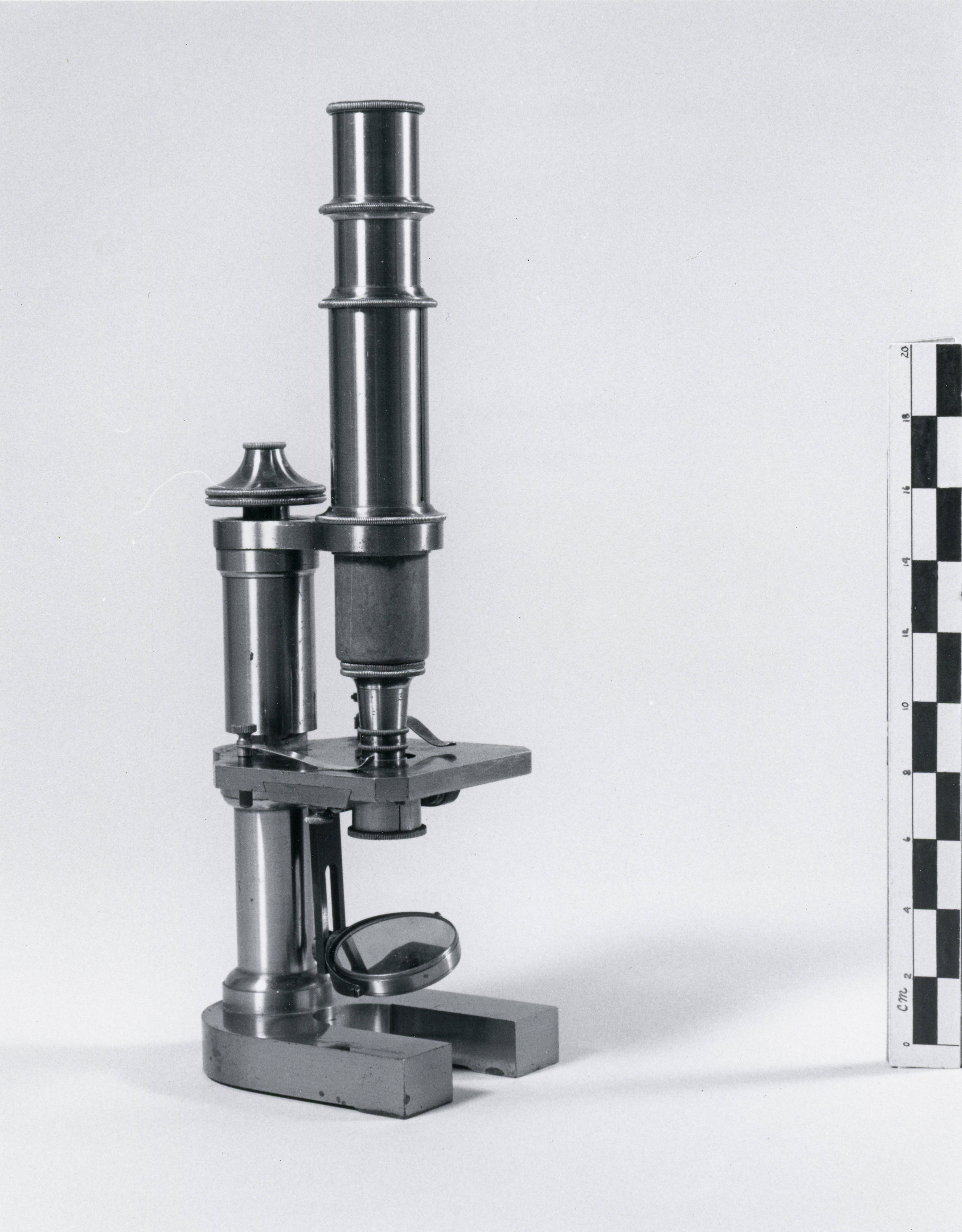
Il microscopio Zeiss di Nettie Stevens
(Bryn Mawr College Special Collections)

Boveri era professore di zoologia e anatomia comparata e indagava su argomenti correlati all'ovogenesi e alla spermatogenesi, la fecondazione e l'ereditarietà, in particolare il comportamento dei cromosomi durante la divisione cellulare.
Nel 1903, Al Bryn Mawr conseguì il Ph.D. rimanendovi per tutta la vita.
Osservando i cromosomi di diversi insetti identificò in alcune specie una differenziazione sessuale dei cromosomi. Per la prima volta riconobbe che le differenze osservabili nei cromosomi potevano essere collegate a differenze osservabili degli attributi fisici, come il sesso. Negli esperimenti condotti per arrivare a questo risultato studiò diversi insetti individuando il cromosoma Y nel verme della farina, il Tenebrio molitor, della famiglia dei Tenebrionidae: 
Since the somatic cells of the female contain 20 large chromosomes, while those of the male contain 19 large ones and 1 small one, this seems to be a clear case of sex-determination, not by an accessory chromosome, but by a definite difference in the character of the elements of one pair of chromosomes of the spermatocytes of the first order, the spermatozoa which contain the small chromosome determining the male sex, while those that contain 10 chromosomes of equal size determine the female sex.»
Dal momento che le cellule somatiche delle larve femmine contengono 20 grandi cromosomi mentre il maschio ne contiene 19 più uno piccolo, sembra chiaro che la determinazione del sesso è identificabile, non da un "cromosoma accessorio", ma da questa differenza osservata nella coppia di cromosomi dei permatociti primari, gli spermatozoi che contengono il cromosoma piccolo determinano il sesso maschile, mentre quelli che contengono il cromosoma grande determinano il sesso femminile.»
(N. M. Studies in spermatogenesis (1905))
L'idea di un "cromosoma accessorio", a cui la Stevens fa riferimento, confutandola, era stata avanzata dal biologo Clarence Erwin McClung .
Il 23 maggio 1905 la Stevens terminò il suo studio inviando il manoscritto alla Carnegie Institution of Washington, pubblicato nel settembre 1905, con il titolo, "Studies in spermatogenesis with especial reference to the accessory chromosome". Lo indirizzò anche a Wilson che faceva parte del comitato scientifico e che le rispose brevemente il 13 giugno 1905 : "It is in every way a most admirable piece of work which is worthy to publication...»
Sempre nel 1905, per la sua ricerca "A study of the germ cells of Aphis rosæ and Aphis œnotheræ", ricevette l'Ellen Richards Research Prize, un premio di 1 000 dollari, riservato alle donne, per promuovere le loro ricerche scientifiche.
Negli otto anni che le rimasero da vivere, Nettie continuò l'analisi su una cinquantina di insetti, compreso il moscerino della frutta, la Drosophila melanogaster, poi studiata dal Morgan, conducendolo, nel 1933, al premio Nobel nella medicina.
Avrebbe voluto occuparsi solo di ricerca, mentre con l'impiego che aveva al Bryn Mawr doveva anche insegnare. Scrisse perciò a Charles Davenport, chiedendo se fosse stato possibile per lei lavorare al Cold Spring Harbor Laboratory.
Purtroppo non fece in tempo : morì il 4 maggio 1912 all'età di 51 anni a causa di un cancro al seno, al Johns Hopkins Hospital di Baltimora, prima che potesse beneficiare della cattedra di ricercatrice creata apposta per lei al Byrn Mawr o lavorare al Cold Spring Harbor Laboratory.
Nettie Maria Stevens venne sepolta nel cimitero di Westfield (Massachusetts), accanto al padre Ephraim e alla sorella Emma.
Il giudizio su Nettie Stevens fu un po' controverso. Dopo la sua morte Thomas Hunt Morgan scrisse un ampio, anche se forse limitativo, necrologio per la rivista Science, in cui la considerava più un tecnico che uno scienziato:
(Thomas Hunt Morgan)
Quest'ultima valutazione smentiva una sua precedente dichiarazione in una lettera di raccomandazione: "degli studenti universitari che ho avuto nel corso degli ultimi dodici anni non ho avuto nessuno che fosse più capace e indipendente nella ricerca di Miss Stevens". La scoperta della Stevens ha poi permesso a Wilson di combinare la sua idea di idiochromosomes con i suoi heterosomes.
La maggior parte dei libri di testo in biologia attribuiscono a Morgan la prima mappatura della posizione del gene nel cromosoma dei moscerini della frutta Drosophila melanogaster, ma ciò che viene spesso dimenticato è che fu la Stevens a portare per prima il moscerino della frutta nel laboratorio di Morgan. Nel 1994 la Stevens venne inserita nella National Women's Hall of Fame.